# Felix Otto (Mathematiker)
Felix Otto (* 19. Mai 1966 in München) ist ein deutscher Mathematiker und Hochschullehrer.

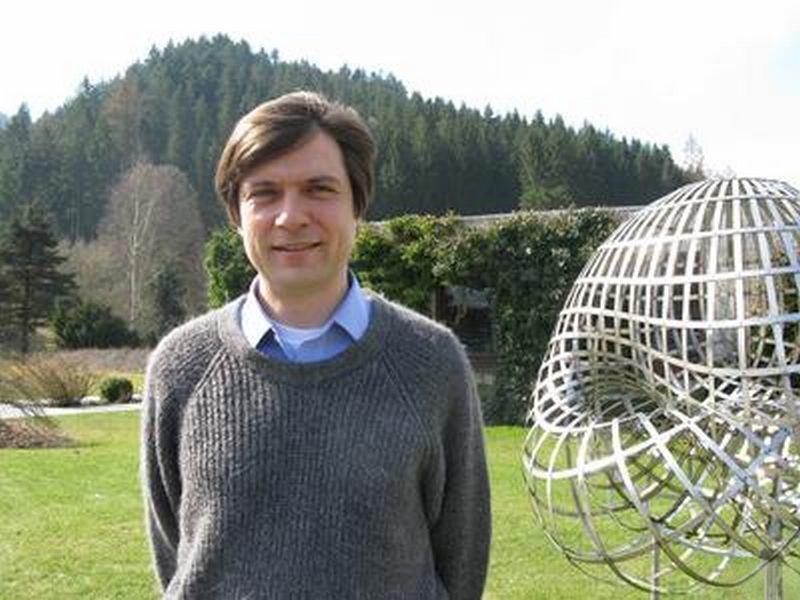
Felix Otto, Oberwolfach 2009

## Leben
Nach einem Studium der Mathematik an der Universität Bonn promovierte er 1993. Im Zeitraum 1995–1997 war er Gastwissenschaftler am Courant Institute of Mathematical Sciences an der New York University, USA, und an der Carnegie Mellon University, USA. 1997 wurde er Assistant Professor an der University of California in Santa Barbara, USA, wo er 1998 eine volle Professur erhielt. Im Jahr 1999 erhielt er eine C4-Professur für Angewandte Mathematik an der Universität Bonn. Seit dem 1. Mai 2010 ist er einer der Direktoren am Max-Planck-Institut für Mathematik in den Naturwissenschaften in Leipzig.

## Forschungsgebiet und Auszeichnungen
Sein Forschungsschwerpunkt liegt im Bereich der partiellen Differentialgleichungen. Er war bis 2007 Sprecher des Sonderforschungsbereichs 611 »Singuläre Phänomene und Skalierung in mathematischen Modellen« und 2006–2009 geschäftsführender Direktor des Hausdorff Center for Mathematics, das im Zuge der Exzellenzinitiative eingerichtet wurde. Durch den nach ihm benannten Otto-Kalkül lassen sich „fundamentale Ungleichungen der Analysis in sehr einfacher Weise verstehen“. Mit Cédric Villani bewies er die HWI-Ungleichung.
1998 wurde Felix Otto Sloan Research Fellow. Im Jahr 2001 erhielt er den Max-Planck-Forschungspreis. 2002 war er Invited Speaker auf dem Internationalen Mathematikerkongress in Peking (Cross-over in scaling laws: a simple example from micromagnetics). Im Jahr 2006 wurde ihm der Gottfried-Wilhelm-Leibniz-Preis verliehen. 2007 wurde Otto mit dem Collatz-Preis für herausragende Forschungsleistungen auf dem Gebiet der angewandten Mathematik ausgezeichnet. 2008 hielt er einen Plenarvortrag auf dem Europäischen Mathematikerkongress in Amsterdam (Pattern formation and partial differential equations), 2009 hielt er die Gauß-Vorlesung. Für 2017 wurde ihm die Blaise-Pascal-Medaille zugesprochen, für 2024 die Georg-Cantor-Medaille der Deutschen Mathematiker-Vereinigung.
Er wurde 2007 als ordentliches Mitglied in die Nordrhein-Westfälische Akademie der Wissenschaften und der Künste gewählt, 2008 zum Mitglied der Leopoldina, 2014 in die Berlin-Brandenburgische Akademie der Wissenschaften, 2015 in die Academia Europaea.